# Abdelkader El Mouaziz
Abdelkader El Mouaziz (* 1. Januar 1969 in Settat, Chaouia-Ouardigha) ist ein marokkanischer Langstreckenläufer, der sich auf den Marathon spezialisiert hat.
1999 und 2002 gewann er den London-Marathon, 2000 den New-York-City-Marathon.
Beim Marathon der Olympischen Spiele 2000 in Sydney wurde er Siebter, bei den Leichtathletik-Weltmeisterschaften 2001 in Edmonton Sechster.
Seine Bestzeit von 2:06:46 h stellte er als Fünfter des Chicago-Marathons 2002 auf.
El Mouaziz ist der Läufer mit den meisten Sub-2:10-Marathons – insgesamt 13-mal blieb er bislang unter dieser Marke.